# ラガシュ溝
ラガシュ溝（ラガシュこう、英: Lagash Sulcus）は、木星の衛星ガニメデの溝である。
長さ1,575km、名前は古代メソポタミアの都市であるラガシュに由来する。